# سالودا (كارولاينا الجنوبية)
سالودا (بالإنجليزية: Saluda town, South Carolina)‏ هي بلدة تقع بولاية كارولاينا الجنوبية في الولايات المتحدة. تبلغ مساحتها 8.52 كم2، وترتفع عن سطح البحر 146 م، بلغ عدد سكانها 3,565 نسمة في عام 2010 حسب إحصاء مكتب تعداد الولايات المتحدة وتصل الكثافة السكانية فيها 418.4 نسمة لكل كيلومتر مربع (1,083.7/ميل2).

## التركيبة السكانية
حدّد مكتب تعداد الولايات المتحدة بيانات التركيبة السكانية لسالودا في تعداد الولايات المتحدة. في ما يلي، التركيبة السكانية حسب تعدادي 2000 و2010.

### تعداد عام 2000
بلغ عدد سكان سالودا 3,066 نسمة بحسب تعداد عام 2000، وبلغ عدد الأسر 1,103 أسرة وعدد العائلات 789 عائلة مقيمة في البلدة. في حين سجلت الكثافة السكانية 359.9 نسمة لكل كيلومتر مربع (932.1/ميل2). وبلغ عدد الوحدات السكنية 1,211 وحدة بمتوسط كثافة قدره 142.1 لكل كيلومتر مربع (368.0/ميل2).
وتوزع التركيب العرقي للبلدة بنسبة 48.76% من البيض و40.48% من الأمريكيين الأفارقة و0.23% من الأمريكيين الأصليين و9.95% من الأعراق الأخرى و0.59% من عرقين مختلطين أو أكثر و19.37% من الهسبانيون أو اللاتينيون من أي عرق.
بلغ عدد الأسر 1,103 أسرة كانت نسبة 40.8% منها لديها أطفال تحت سن الثامنة عشر تعيش معهم، وبلغت نسبة الأزواج القاطنين مع بعضهم البعض 40.8% من أصل المجموع الكلي للأسر، ونسبة 24.6% من الأسر كان لديها معيلات من الإناث دون وجود شريك، بينما كانت نسبة 6.2% من الأسر لديها معيلون من الذكور دون وجود شريكة وكانت نسبة 28.5% من غير العائلات. تألفت نسبة 24.5% من أصل جميع الأسر من عدة أفراد يعيشون في نفس المنزل ونسبة 11.4% كانت تتألف من شخص يعيش بمفرده يبلغ من العمر 65 عاماً أو أكثر. وبلغ متوسط حجم الأسرة المعيشية 2.75، أما متوسط حجم العائلات فبلغ 3.21.
بلغ العمر الوسطي للسكان 31.2 عاماً. وكانت نسبة 28% من القاطنين تحت سن الثامنة عشر، وكانت نسبة 12% بين الثامنة عشر والرابعة والعشرين عاماً، ونسبة 27.5% كانت واقعةً في الفئة العمرية ما بين الخامسة والعشرين والرابعة والأربعين عاماً، ونسبة 18.4% كانت ما بين الخامسة والأربعين والرابعة والستين، ونسبة 13% كانت ضمن فئة الخامسة والستين عاماً فما فوق. يوجد لكل 100 أنثى 96.2 ذكر، ويوجد لكل 100 أنثى في الثامنة عشر من عمرها فما فوق 91.5 ذكر.
بلغ متوسط دخل الأسرة في البلدة 26,964 دولارًا، أما متوسط دخل العائلة فبلغ 31,042 دولارًا. وكان متوسط دخل الذكور 25,208 دولارًا مقابل 19,921 دولارًا للإناث. وسجل دخل الفرد الخاص بالبلدة 13,032 دولارًا. وكانت نسبة 22.9% من العائلات ونسبة 28.5% من السكان تحت خط الفقر، وكان من هؤلاء نسبة 36.8% تحت سن الثامنة عشر ونسبة 18.5% في الخامسة والستين من العمر وما فوق.

### تعداد عام 2010
بلغ عدد سكان سالودا 3,565 نسمة بحسب تعداد عام 2010، وبلغ عدد الأسر 1,240 أسرة وعدد العائلات 840 عائلة مقيمة في البلدة. في حين سجلت الكثافة السكانية 418.4 نسمة لكل كيلومتر مربع (1,083.7/ميل2). وبلغ عدد الوحدات السكنية 1,359 وحدة بمتوسط كثافة قدره 159.5 لكل كيلومتر مربع (413.1/ميل2).
وتوزع التركيب العرقي للبلدة بنسبة 30.41% من البيض و39.38% من الأمريكيين الأفارقة و0.84% من الأمريكيين الأصليين و0.42% من الأمريكيين ذوي الأصول الآسيوية و0.90% من سكان جزر المحيط الهادئ و26.23% من الأعراق الأخرى و1.82% من عرقين مختلطين أو أكثر و33.88% من الهسبانيون أو اللاتينيون من أي عرق.
بلغ عدد الأسر 1,240 أسرة كانت نسبة 39.8% منها لديها أطفال تحت سن الثامنة عشر تعيش معهم، وبلغت نسبة الأزواج القاطنين مع بعضهم البعض 33.9% من أصل المجموع الكلي للأسر، ونسبة 26.9% من الأسر كان لديها معيلات من الإناث دون وجود شريك، بينما كانت نسبة 6.9% من الأسر لديها معيلون من الذكور دون وجود شريكة وكانت نسبة 32.3% من غير العائلات. تألفت نسبة 25.9% من أصل جميع الأسر من عدة أفراد يعيشون في نفس المنزل ونسبة 10% كانت تتألف من شخص يعيش بمفرده يبلغ من العمر 65 عاماً أو أكثر. وبلغ متوسط حجم الأسرة المعيشية 2.87، أما متوسط حجم العائلات فبلغ 3.33.
بلغ العمر الوسطي للسكان 29.9 عاماً. وكانت نسبة 27.8% من القاطنين تحت سن الثامنة عشر، وكانت نسبة 12.5% بين الثامنة عشر والرابعة والعشرين عاماً، ونسبة 28.5% كانت واقعةً في الفئة العمرية ما بين الخامسة والعشرين والرابعة والأربعين عاماً، ونسبة 19.4% كانت ما بين الخامسة والأربعين والرابعة والستين، ونسبة 11.8% كانت ضمن فئة الخامسة والستين عاماً فما فوق. وتوزع التركيب الجنسي للسكان بنسبة 49.3% ذكور و50.7% إناث.

## وصلات خارجية
- الموقع الرسمي